# 元英宗
元英宗硕德八剌（藏語：སི་ཏི་ཕ་ལ།，威利转写：si ti pha la；1302年2月22日—1323年9月4日），是元朝第五位皇帝，蒙古帝国第九位大汗，1320年4月19日—1323年9月4日在位，在位3年零5个月，是元仁宗之子。
1321年11月28日，群臣为硕德八剌上汉语尊号继天体道敬文仁武大昭孝皇帝。
去世后，谥号睿圣文孝皇帝，庙号英宗，蒙古语称号格坚皇帝（西里尔字母：或蒙古语：）。

## 生平
延祐七年农历正月二十一日（1320年3月1日），元仁宗去世。延祐七年农历三月十一日（1320年4月19日），18岁的硕德八剌在太皇太后答己及右丞相铁木迭儿等人的扶持下，在大都大明殿登基称帝，是为元英宗，改元“至治”。英宗自幼受儒學薰陶，登基后推行“以儒治國”政策，但是英宗前期的权力受到太皇太后答己和权臣铁木迭儿很大限制。
延祐七年农历五月十一日（1320年6月17日），元英宗任命拜住为左丞相，以遏制太皇太后和铁木迭儿的权力扩张。
至治元年农历十一月九日（1321年11月28日），群臣为元英宗上尊号继天体道敬文仁武大昭孝皇帝。
1322年10月6日右丞相铁木迭儿去世，1322年11月1日太皇太后去世，元英宗终于得以亲政。
至治二年农历十月二十五日（1322年12月4日），元英宗任命拜住为中书右丞相，并且不设左丞相，以拜住为唯一的丞相。在右丞相拜住、中书省平章政事张珪等的帮助下，元英宗进行改革，并实施了一些新政，包括裁减冗官、监督官员不法行为、颁布新法律、采用“助役法”以减轻人民的差役负担等等，史称“至治改革”。
英宗在位后期，官修政書《大元圣政国朝典章》（《元典章》），内容包括元太宗六年（1234年）到元英宗至治二年（1322年）大约90年的政治、经济、军事、法律等方面官方资料，具有极高的史料价值。
至治三年农历二月十九日（1323年3月26日），元英宗颁布了继《至元新格》之后元朝第二部法律典籍—《大元通制》，一共有二千五百三十九条，其中断例七百一十七、条格千一百五十一、诏赦九十四、令类五百七十七。
元英宗曾想把征东行省（高丽王国）郡县化，罢征东行省，改立三韩行省，和元朝的其他行省相同待遇，“制式如他省，诏下中书杂议”，然而集贤大学士王约说：“高丽去京师四千里，地瘠民贫，夷俗杂尚，非中原比，万一梗化，疲力治之，非幸事也，不如守祖宗旧制。”得到丞相的赞同，因此设立三韩行省的奏议没有实行，使高丽国祚得以存续，高丽人知道这件事后，將王约的画像带回高丽设祠供奉，并说：“不绝国祀者，王公也。”
元英宗的新政使得元朝的国势大有起色，但新政却触及到了蒙古保守贵族的利益，引起了他们的不满，英宗亦下令清除朝中铁木迭儿的势力。随着清理朝政的扩大化，铁木迭儿的义子铁失在至治三年八月初四（1323年9月4日）趁着英宗从上都避暑结束南返大都途中，在上都以南15公里的地方南坡的刺杀了英宗及右丞相拜住等人，史称南坡之变。英宗去世时年仅21岁 。

## 尊谥庙号
泰定元年农历二月十六日（1324年3月11日），元泰定帝为硕德八剌上谥号睿圣文孝皇帝，庙号英宗。
泰定元年农历四月八日（1324年5月1日），元泰定帝为硕德八剌上蒙古文稱号“格坚皇帝”。
《英宗皇帝谥册文》，内容如下：
伏以瑶图缵绪，神已御于鼎湖；玉册扬休，礼宜升于太室。悼降年之不永，俨立政以如新。爰述徽猷，以传信史。钦惟大行皇帝文明天纵，刚健日严。辨奸邪于嗣位之初，彤庭袛畏；广仪注于熙朝之际，清庙肃雍。绝封敕以杜憸人，申宪章以励多士。罚兹无赦，令必惟行。君临三载而有成，智周万物而莫隐。岂运逢艰否，大命靡终。然号谨追崇，尊名是著。谨遣摄太尉某官某，奉玉册玉宝，上尊谥曰睿圣文孝皇帝，庙号英宗。

伏惟炳灵有赫，歆格无违，祔于新宫，以妥以宜。

## 英宗实录
泰定元年十二月十四日（1324年12月30日），元泰定帝命翰林国史院修纂《英宗实录》、《显宗实录》。
至顺元年五月十七日（1330年6月3日），翰林国史院修《英宗实录》成，进呈元文宗。《英宗实录》，包括《英宗皇帝实录》40卷，《事目》8卷，《制诏录》2卷，总计50卷。明朝初年史官修《元史》，参照实录修成《英宗本纪》2卷，《英宗实录》今已失传，其主干内容保存在《英宗本纪》中。
翰林国史院《进实录表》，内容如下：
瑶图启运，新元会之重熙；金匮绌书，述先朝之显烈。素惭载笔，今幸成编。洪惟英宗睿圣文孝皇帝，德洽堪舆，恩覃动植。制礼作乐，粲乎宗庙之仪；登明选公，秩若朝廷之纪。四年无前之盛治，兆民至今而永怀。惟删定之公，乃可称于信史；固纂修之久，将有俟于明时。钦惟皇帝陛下遹骏有声，粤若稽古，谓文武之道必方册而后传，而尧舜之心在典谟而可举。彰继述之善志，大扬厉之洪休。盖尊所闻，莫匪尔极。臣等事征四系，学愧三长。焕乎文章，无能名其为大；写之琬琰，庶有补于将来。臣等所编成《英宗皇帝实录》四十卷，《事目》八卷，《制诏录》二卷，总计五十卷，缮写已毕，谨具进呈。

## 家庭
妻妾
- 速哥八剌皇后，1327年元泰定帝追谥莊静懿聖皇后
- 牙八忽都魯皇后
- 朶而只班皇后

无子女

## 相關史料
- 《大元圣政国朝典章》，简称《元典章》，元英宗在位后期（1322年—1323年）官修政书，收录1234年—1322年元朝各地地方官吏会抄的有关政治、经济、军事、法律等方面的圣旨条画、律令格例以及司法部门所判案例的汇编，分为前集和新集，史實多為《元史》所不載。
- 《至正条格》，1346年元順帝颁布的元朝第三部法律，现存残本收录1260年—1344年元朝官方颁布的关于法律方面的圣旨条画、律令格例以及司法部门所判案例的汇编，史实多为《元史》所不载。
- 《元史·英宗本紀》 （页面存档备份，存于），明朝官修正史
- 《新元史·英宗本纪》 （页面存档备份，存于），民国官修正史
- 《续资治通鉴》 （页面存档备份，存于），清朝史学家毕沅撰写。
- 《元史类编》，清朝史学家邵远平撰写。
- 《元史新编》，清朝史学家魏源撰写。
- 《元书》，清朝史学家曾廉撰写。
- 《蒙兀儿史记》，清末民初史学家屠寄撰写。

## 評價
- 明朝官修正史《元史》宋濂等的評價是：“英宗性刚明，尝以地震减膳、彻乐、避正殿，有近臣称觞以贺，问：‘何为贺？朕方修德不暇，汝为大臣，不能匡辅，反为谄耶？’斥出之。拜住进曰：‘地震乃臣等失职，宜求贤以代。’曰：‘毋多逊，此朕之过也。’尝戒群臣曰：‘卿等居高位，食厚禄，当勉力图报。苟或贫乏，朕不惜赐汝；若为不法，则必刑无赦。’八思吉思下狱，谓左右曰：‘法者，祖宗所制，非朕所得私。八思吉思虽事朕日久，今其有罪，当论如法。’尝御鹿顶殿，谓拜住曰：‘朕以幼冲，嗣承大业，锦衣玉食，何求不得。惟我祖宗栉风沐雨，戡定万方，曾有此乐邪？卿元勋之裔，当体朕至怀，毋忝尔祖。’拜住顿首对曰：‘创业惟艰，守成不易，陛下睿思及此，亿兆之福也。’又谓大臣曰：‘中书选人署事未旬日，御史台即改除之。台除者，中书亦然。今山林之下，遗逸良多，卿等不能尽心求访，惟以亲戚故旧更相引用邪？’其明断如此。然以果于刑戮，奸党畏诛，遂构大变云。”[18]

- 清朝史学家邵远平《元史类编》的評價是：“册曰：三载承乾，庶务锐始；大飨躬亲，致哀尽礼；刚过鲜终，肘腋祸起；不察几先，励精徒尔。”[19]

- 清朝史学家毕沅《续资治通鉴》的評價是：“帝性刚明，尝以地震，减膳，彻乐，避正殿，有近臣称觞以贺，问：‘何为贺？朕方修德不暇，汝为大臣，不能匡辅，反为谄耶？’斥出之。尝戒群臣曰：‘卿等居高位，食厚禄，当勉力图报。苟或贫乏，朕不惜赐汝；若为不法，则必刑无赦。’巴尔济苏下狱，谓左右曰：‘法者，祖宗所制，非朕所得私。巴尔济苏虽事朕日久，今有罪，当论如法。’尝御鹿顶殿，谓拜珠曰：‘朕以幼冲，嗣承大业，锦衣玉食，何求不得！惟我祖宗栉风沐雨，戡定万方，曾有此乐耶？卿元勋之裔，当体朕至怀，毋忝尔祖！’拜珠顿首谢曰：‘创业维艰，守成不易，陛下言及此，亿兆之福也。’又谓大臣曰：‘中书选人署事未旬日，御史台即改除之。台除亦然。今山林之士，遗逸良多，卿等不能尽心求访，惟以亲戚故旧更相引用耶？’其明断如此。然以果于刑戮，奸党惧诛，遂构大变云。”[20][21]

- 清朝史学家魏源《元史新编》的評價是：“旧史谓英宗果于诛戮，奸党畏惧，遂构大变。乌乎！是何言与？以铁木迭儿之奸，不明正其诛，但疏远俾得善终于位，已为漏网，而复任用其子，曲贷其子，酿成枭獍。此失之果乎？失之不果乎？拜住于铁木迭儿引其党参政张思明自助时，或告拜住为备，拜住反以大臣不和，彼仇我报，非国家之利。及铁木迭儿死，又往哭之痛，此皆失之果乎？失之不果乎？且除奸莫要于夺兵权，乃以宿卫新兵掌于铁失之手。司徒刘夔冒卖浙田之案，真人蔡道泰杀人赇逭之案，皆奸赃巨万。拜住既平反其狱，独赦铁失不问。中书参议谏以除奸不可犹豫，犹豫恐生他变，拜住是其言而不能用。大抵安童、拜住皆木华黎之孙，木华黎用兵所过，动辄屠戮。安童从许衡受学，故其子孙皆出于宽容，以水懦救火猛，德量有余，机警不足，所谓君子之过过于厚也。乃胡粹中因旧史之言，谓英宗在位数载，除诛戮外无一善政可纪，甚至皇太后以嬖孽失势之故，郁郁而终，胡氏并指为英宗不孝祖母之罪。乌乎！其性与人殊，乃至此乎？”[22]

- 清朝史学家曾廉《元书》的評價是：“论曰：英宗知赵世炎之非辜，抑亦汉昭之流亚也。然汉昭能诛燕王、上官桀，而专任霍光，英宗不能诛铁木迭儿诸权倖之徒，独任拜住也。抑考元时蒙古人横不可悉裁以法度，以拜住之世旧勋贵而不能骤正也。夫自古无无小人之朝，在振纪纲而已。自世祖好货开倖进之门，安童不能与阿合马、桑哥争，况幼沖在位乎？使霍光处此，则必射隼，于高墉藏器，儃回操刀，弗割明君贤相，胥受其祸，悲夫！”[23]

- 清末民初史学家屠寄《蒙兀儿史记》的評價是：“汗性刚明，励精图治，尝御上都大安阁，见太祖、世祖遗衣，皆以缣素木绵为之，重加补缀。嗟叹良久，谓侍臣曰：‘祖宗草昧经营，服御节俭乃尔，朕焉敢顷刻忘之。’敕画《蚕麦图》于鹿顶殿，以时观之，藉知民事。一日御殿，谓拜住曰：‘朕冲龄嗣祚，锦衣玉食，何求不得。惟我祖宗节风沐雨，戡定大难，曾有此乐耶？卿元勋之裔，当体朕至怀，毋忝尔祖。’拜住顿首对曰：‘创业惟艰，守成亦不易，陛下睿思及此，亿兆之福也。’汗承延祐宽政之后，思济之以猛，御下甚严，在谅闇中。中书参议乞失监坐鬻官，刑部议法当杖，太后欲改笞，汗不可，曰：‘法者，天下之公，徇私而轻重之，非所以示民也。’卒从部议。每戒群臣曰：‘卿等居高位，食厚禄，当勉力图报。苟或贫乏，朕不惜赐汝；若为不法，则必刑无赦。’八思吉思下狱时，汗谓左右曰：‘法者，祖宗之制，非朕所得私。八思吉思虽事朕日久，今既有罪，当论如法。’其明决如此。然过信喇嘛，大起山寺，不受忠谏，饮酒逾量，有时至失常度云。”[24]

- 民国官修正史《新元史》柯劭忞的評價是：“英宗诛兴圣太后幸臣失列门等，太后坐视而不能救，其严明过仁宗远甚。然蔽于铁木迭儿，既死始悟其奸，又置其逆党于肘腋之地。故南坡之祸。由于帝之失刑，非由于杀戮也。旧史所讥殆不然矣。”[25]

## 延伸阅读
[在维基数据编辑]
 《元史·卷027》，出自宋濂《元史》
 《元史·卷028》，出自宋濂《元史》
 《新元史/卷018》，出自柯劭忞《新元史》